# Inghirami (cráter)

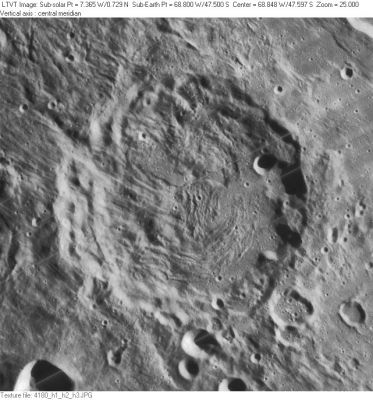
Vista normal de Inghirami (LO-IV-186H LTVT)

Inghirami es un cráter de impacto que está localizado hacia el terminador suroeste de la Luna. Se encuentra al suroeste de la gran planicie amurallada del cráter Schickard. Al noroeste de Inghirami se encuentra el Vallis Inghirami, un valle ancho y recto cuya orientación es radial respecto a la cuenca de impacto del Mare Orientale. El valle tiene una longitud de unos 140 kilómetros y termina en el extremo norte del cráter.
|  |

Inghirami se encuentra cerca del borde sureste de la inmensa falda de materiales eyectados que rodea el Mare Orientale. Este material ha formado crestas lineales y valles que continúan a través de la mayor parte del borde del cráter y del interior de la cara noroeste. Gran parte del borde exterior ha sido modificado por este material de impacto, con la parte más intacta del brocal situado en el lado sureste.
El contorno de este cráter, parcialmente enterrado, es aproximadamente circular y algo irregular. Se localizan algunas terrazas moderadamente erosionadas junto al borde. Numerosos pequeños cráteres se sitúan a lo largo o cerca del borde. El cráter más notable en el suelo interior es un pequeño impacto al lado de la pared interior oriental. La plataforma interior conserva sus crestas, una serie de surcos en gran parte del cráter, y solo un área junto al borde del este que es relativamente plana y libre de accidentes.
Inghirami se encuentra al este de la Cuenca Mendel-Rydberg, una depresión de impacto de 630 km de anchura perteneciente al Período Nectárico.

## Cráteres satélite
Por convención estos elementos son identificados en los mapas lunares poniendo la letra en el lado del punto medio del cráter que está más cerca de Inghirami.
|           | \| Inghirami \| Coordenadas \| Diámetro \| \| --------- \| ------------------------------ \| -------- \| \| A \| 44°54′S 65°18′O / -44.9, -65.3 \| 34 km \| \| C \| 44°06′S 74°30′O / -44.1, -74.5 \| 18 km \| \| F \| 49°48′S 71°24′O / -49.8, -71.4 \| 23 km \| \| G \| 51°06′S 74°06′O / -51.1, -74.1 \| 29 km \| \| H \| 50°12′S 72°42′O / -50.2, -72.7 \| 18 km \| \| K \| 49°36′S 73°54′O / -49.6, -73.9 \| 23 km \| \| L \| 46°00′S 61°00′O / -46.0, -61.0 \| 13 km \| \| M \| 45°36′S 60°18′O / -45.6, -60.3 \| 14 km \| \| N \| 48°54′S 66°48′O / -48.9, -66.8 \| 14 km \| \| Q \| 48°00′S 72°54′O / -48.0, -72.9 \| 42 km \| \| S \| 49°18′S 68°24′O / -49.3, -68.4 \| 11 km \| \| T \| 49°48′S 67°48′O / -49.8, -67.8 \| 9 km \| \| W \| 44°24′S 67°24′O / -44.4, -67.4 \| 68 km \| |          |
| Inghirami | Coordenadas | Diámetro |
| A         | 44°54′S 65°18′O / -44.9, -65.3 | 34 km    |
| C         | 44°06′S 74°30′O / -44.1, -74.5 | 18 km    |
| F         | 49°48′S 71°24′O / -49.8, -71.4 | 23 km    |
| G         | 51°06′S 74°06′O / -51.1, -74.1 | 29 km    |
| H         | 50°12′S 72°42′O / -50.2, -72.7 | 18 km    |
| K         | 49°36′S 73°54′O / -49.6, -73.9 | 23 km    |
| L         | 46°00′S 61°00′O / -46.0, -61.0 | 13 km    |
| M         | 45°36′S 60°18′O / -45.6, -60.3 | 14 km    |
| N         | 48°54′S 66°48′O / -48.9, -66.8 | 14 km    |
| Q         | 48°00′S 72°54′O / -48.0, -72.9 | 42 km    |
| S         | 49°18′S 68°24′O / -49.3, -68.4 | 11 km    |
| T         | 49°48′S 67°48′O / -49.8, -67.8 | 9 km     |
| W         | 44°24′S 67°24′O / -44.4, -67.4 | 68 km    |